# The Best of R.E.M.
The Best of R.E.M. è una raccolta di successi della band statunitense R.E.M. uscita nel 1991. La raccolta comprende i primi successi della band tra il 1981 e il 1988 quando la band era sotto contratto con la casa discografica I.R.S. Records (nel 1988 la band passò alla Warner Bros.).

## Tracce
1. Carnival of Sorts (Box Cars) (3:51)
2. Radio Free Europe (4:03)
3. Perfect Circle (3:23)
4. Talk About the Passion (3:22)
5. So. Central Rain (I'm Sorry) (3:11)
6. (Don't Go Back To) Rockville (4:34)
7. Pretty Persuasion (3:53)
8. Green Grow The Rushes (3:42)
9. Can't Get There from Here (4:10)
10. Driver 8 (3:18)
11. Fall on Me (2:49)
12. I Believe (3:32)
13. Cuyahoga (4:17)
14. The One I Love (3:17)
15. Finest Worksong (3:48)
16. It's the End of the World as We Know It (And I Feel Fine)  (4:07)

## Formazione
- Michael Stipe - voce
- Peter Buck - chitarra
- Mike Mills - basso
- Bill Berry - batteria

## Classifiche
| Classifica (1991) | Posizione massima |
| ----------------- | ----------------- |
| Australia         | 20                |
| Austria           | 22                |
| Germania          | 23                |
| Italia            | 22                |
| Nuova Zelanda     | 40                |
| Paesi Bassi       | 67                |
| Regno Unito       | 7                 |
| Svezia            | 47                |
| Svizzera          | 27                |